# 2980 Кемерон
2980 Кемерон (2980 Cameron) — астероїд головного поясу, відкритий 2 березня 1981 року.
Тіссеранів параметр щодо Юпітера — 3,397.